# Paul Osipow
Paul Osipow, född 11 juni 1939 i Kymmene, är en finländsk målare.
Osipow studerade 1958–1962 vid Finlands konstakademis skola och har senare även verkat som lärare där. Han ställde ut första gången 1956. Han var på 1960-talet den mest särpräglade representanten i Finland för den amerikanska popkonsten, men har sedan dess blivit ett av konstruktivismens ledande namn.
Osipow använder en kraftig, harmonisk kolorit och eftersträvar ett dynamiskt intryck i ytbehandlingen. Hans abstrakta kompositioner har utmärkts av ett strikt och enkelt formmönster, som han varierat och funnit nya vägar till. I början av 2000-talet ägde en större förändring rum i hans konst, han övergick då till att måla mera figurativt, bland annat olika vardagliga föremål, frukter, korv, som han första gången ställde ut 2002.
Osipow har undervisat vid flera konstskolor och -högskolor i Finland, Sverige och Norge. Han har sedan 1977 tillhört gruppen 12 konstnärer (finska: 12 taiteilijaa) och framträtt även som filmskådespelare. Han erhöll Pro Finlandia-medaljen 1990 och Prins Eugen-medaljen 1989. Osipow är representerad vid bland annat Göteborgs konstmuseum.
Paul Osipow har varit gift med keramikkonstnären Anna-Maria Osipow.

## Utmärkelser
- Prins Eugen-medaljen,  1989[4]
- Pro Finlandia-medaljen av Finlands Lejons orden,  1990[4]

[Redigera Wikidata]